# Smyslov

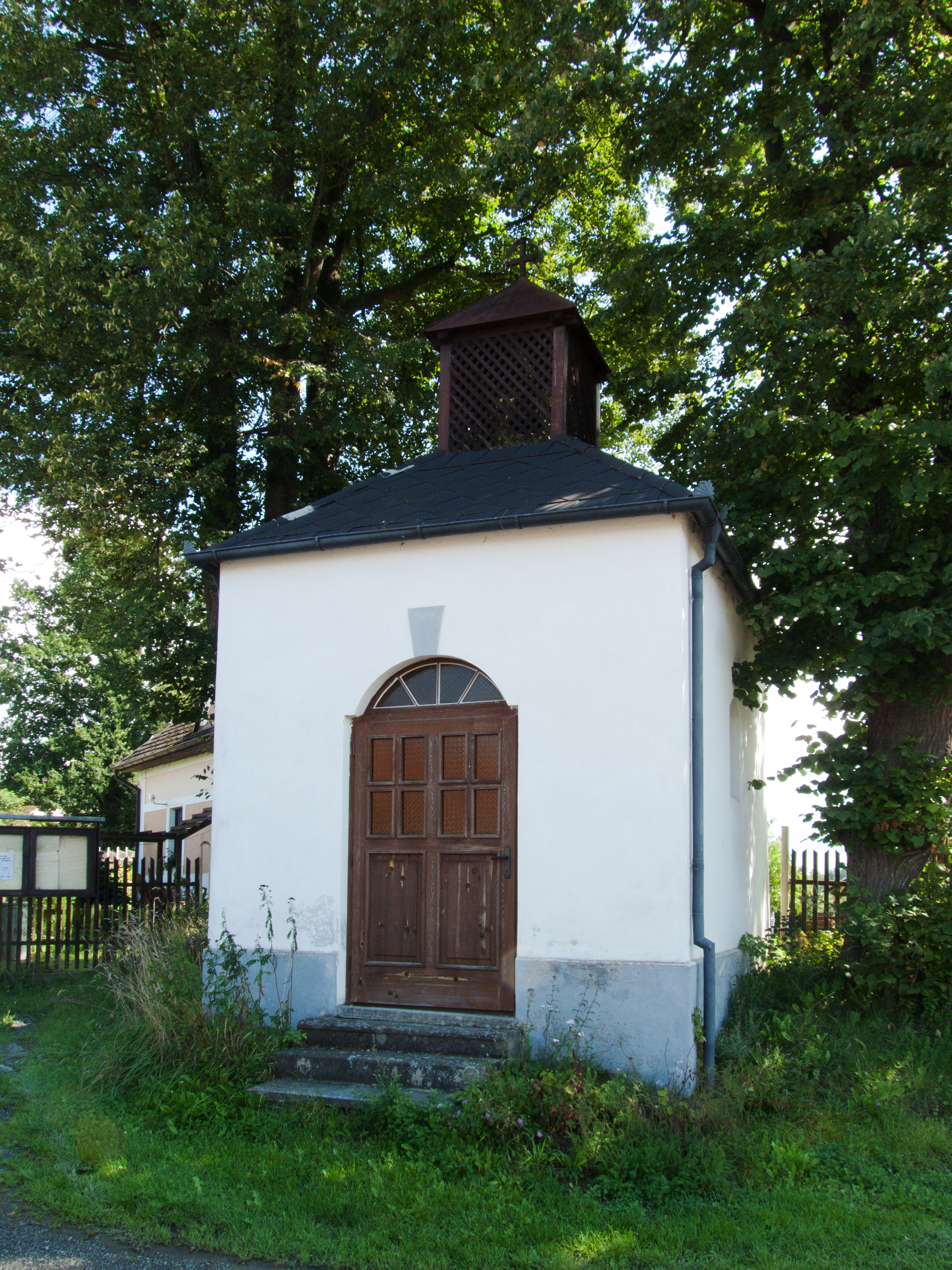
Kapelle

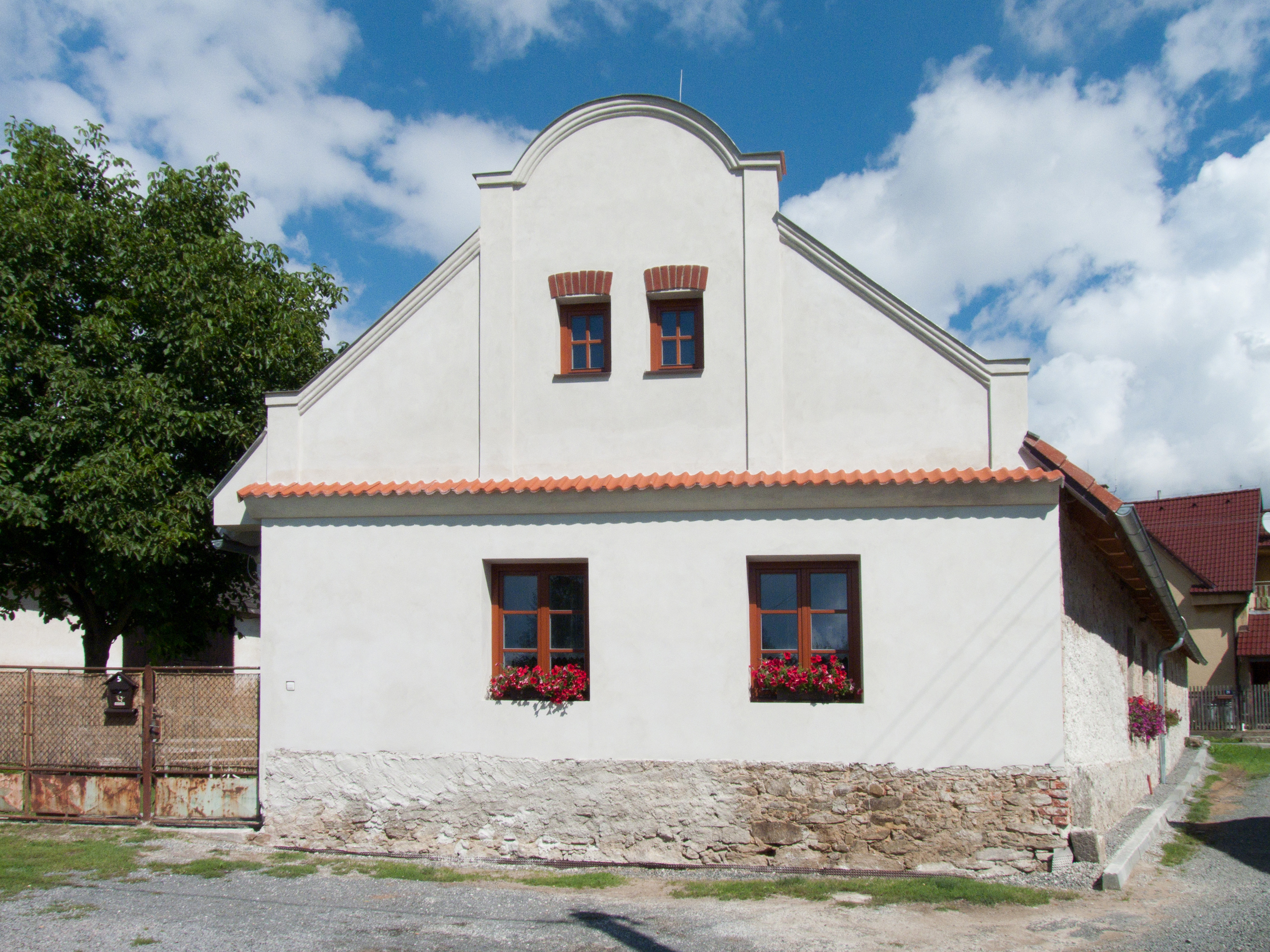
Haus Nr. 5

Smyslov (deutsch Smislow) ist ein Ortsteil der Stadt Tábor in Tschechien. Er liegt fünf Kilometer östlich des Stadtzentrums von Tábor und gehört zum Okres Tábor.

## Geographie
Smyslov befindet sich in der Táborská pahorkatina (Taborer Hügelland). Das Dorf liegt in der Talmulde des Baches Smyslovský potok, der oberhalb des Ortes im Teich Smyslovský rybník und unterhalb im Podvesní rybník gestaut wird. Östlich von Smyslov fließt der Bach Stříbrný potok; in seinem Tal liegen die Teiche Velký hlinický rybník und Knížecí rybník. Im Westen führt die Autobahn D3 an Smyslov vorbei, östlich die Bahnstrecke Horní Cerekev–Tábor; der Haltepunkt liegt ca. 1,5 Kilometer außerhalb des Dorfes am Kraftstofflager Smyslov des Unternehmens Čepro. Gegen Osten erstreckt sich der Velký hutecký les (Großer Hüttenwald).
Nachbarorte sind Boubín, Hlinice und Dvůr im Norden, V Chalupách, Vřesce, Vranovsko und Dobronice u Chýnova im Nordosten, Kloužovice, Chýnov und Stříbrné Hutě im Osten, Zárybničná Lhota und Osada Zástavy im Südosten, Zástavy im Süden, Měšice im Südwesten, Tábor im Westen sowie Čekanice und Záluží im Nordwesten.

## Geschichte
Die erste urkundliche Erwähnung von Zmyslov erfolgte am 20. Januar 1421, als König Sigismund dem Petr von Zmyslov ein Adelswappen erteilte. 1464 erwarb Přibík von Dobronice mehrere Gehöfte in Zmyslov. Das Dorf fiel im 16. Jahrhundert wüst. Zu den nachfolgenden Besitzern gehörte der Táborer Bürger Václav Jiřík, er verkaufte das Gut 1534 an die Stadt Tábor. In dieser Zeit kam neben Zmyslov auch die Schreibweise Smyslov in Gebrauch.
In Smyslov bestanden mehrere Freihöfe. Besitzer des einen waren ab 1532 Jan und Jakub Zmyslovský von Radvanov; ab 1589 gehörte er Jiří Opršál von Jetřichovice und Bohuslav Mazaný von Slavětín, bei denen es sich wahrscheinlich um Verwandte der Zmyslovský handelt. Der andere Freihof gehörte Jan dem Älteren Lhotka von Smyslov, der 1536 in der Wappenrolle nachweisbar ist; Angehörige der Familie Lhotka von Smyslov waren bis ins 19. Jahrhundert im Ort ansässig.
Zu Beginn des 17. Jahrhunderts erwarb Kuneš Dvořecký von Olbramovice das Dorf Smyslov mit einer Feste und zwei Meierhöfen. Besitzer des dritten Hofes wurde in dieser Zeit Jindřich Sádlo von Vrážná auf Liderovice. Wegen ihrer Beteiligung am Ständeaufstand wurden sowohl Dvořecký als auch Sádlo nach der Schlacht am Weißen Berg zum Verlust von Hals und Ehre verurteilt, später aber mit der Einziehung des Besitzes begnadigt.
Nach der Aufhebung der Patrimonialherrschaften bildete Smyslov/Smislow ab 1849 einen Ortsteil der Gemeinde Dobronice im Gerichtsbezirk Tábor. Ab 1868 gehörte das Dorf zum Bezirk Tabor. 1869 hatte Smyslov 106 Einwohner, im Jahre 1900 waren es 128. Nach dem Ersten Weltkrieg bildete Smyslov eine eigene Gemeinde. 1930 lebten in den 18 Häusern der Gemeinde 104 Personen. Zwanzig Jahre später war die Einwohnerzahl auf 79 gesunken. Im Jahre 1961 erfolgte die Eingemeindung nach Měšice, seit dem 26. November 1971 ist Smyslov ein Ortsteil von Tábor.
Im Jahre 1991 hatte Smyslov 36 Einwohner. 2001 bestand der Ort aus 19 Wohnhäusern, in denen 37 Menschen lebten. Insgesamt besteht Smyslov aus 27 Adressen.

## Ortsgliederung
Der Ortsteil Smyslov ist Teil des Katastralbezirkes Měšice u Tábora.

## Sehenswürdigkeiten
- Kapelle am Dorfplatz
- Erholungsgebiet Knížecí rybník